# Подорожная (приток Лапшанги)
Подорожная — река в России, протекает в Варнавинском районе Нижегородской области. Левый приток реки Лапшанга.
Река берёт начало в берёзово-сосновых лесах. Течёт на юг. Устье реки находится неподалёку от посёлка Бродовое в 21 км по левому берегу реки Лапшанга. Длина реки составляет 16 км, площадь водосборного бассейна 48,2 км².

## Данные водного реестра
По данным государственного водного реестра России относится к Верхневолжскому бассейновому округу, водохозяйственный участок реки — Ветлуга от города Ветлуга и до устья, речной подбассейн реки — Волга от впадения Оки до Куйбышевского водохранилища (без бассейна Суры). Речной бассейн реки — (Верхняя) Волга до Куйбышевского водохранилища (без бассейна Оки).
Код объекта в государственном водном реестре — 08010400212110000042864.